# بوستا فيبرينو
بوستا فيبرينو؛ هي مدينه ايطاليه يبلغ عدد سكانها 1033 نسمه في مقاطعة فروزينوني في لاتسيو، وتقع في وادي كومينو، على جانب المنتزه الوطني لمدينتي لاتسيو وموليز.

## الجغرافيا الطبيعيه

### الاقليم
تم انشاء محميه طبيعيه في أراضيها، في المنطقة البلديه توجد البحيره الخاصه بالمدينه

### المناخ
تصنيف المناخ هو : D,1859 GR G

## تاريخها
تأسست البلديه في 7 ابريل 1957 بموجب قانون 5 مارس 1957، من خلال الجزء العرضي للجزء الذي يحمل نفس الاسم من بلدية Vicalvi .

## الاثار والاماكن ذات الأهمية

### المناطق الطبيعيه
بحيرة بوستا فيبرينو:
تقع بحيرة بوستا فيبرينو على ارتفاع 289 مترا فوق سطح البحر، وتبلغ مساحتها حوالي 0.287 كيلو متر مربع ومحيطها 5,163 مترا يبلغ طولها حوالي 1096 مترا، وعرضها 570 مترا، ومتوسط عرضها 261 مترا، بينما يبلغ اقصى عمق لها 15 مترا، وتوجد داخل حفرة في كاربيلو، والمعلروفه محليا باسم كوديجليان بمتوسط 2.5 متر. بحيرة فيبرينو ليس لها روافد ومخرجها الوحيد هو النهر الذي يحمل نفس الاسم.
نهر فيبرينو:
ينبع نهر فيبرينو، الذي يمثل الفرع الرئيسي للحوض، من التفاء البحيرة المتجانسه مع مياه سيل كاربيلو. تمتد الضفاف هنا الى اقصى حعرض يبلغ 20 مترا.
* ملحوظه*
- تم وضع الصليب المغمور منذ عام 1977 في كوديلجين، في النقطة تاني تكون فيها البحيرة في أعمق نقطه صليبيا لحماية حوض البحيرة واولئك الذين يترددون عليه.

## الديانة
يعتنق السكان في الغالب الديانة الكاثوليكية.

## الطرق والبنيه التحتية
طرق البنيه التحتية والنقل يربطها طريق فاندرا الاقليمي ببلدتي سورا والفيتو

## الادارة في البلدة
في عام 1927، تم اعادة تنظيم مناطق المقاطعات التي انشئت بموجب المرسوم الملكي. 2 يناير 1927، بناء على ارادة الحكومة الفاشية، عندما تم انشاء مقاطعة فروزينوني، انتقلت بوستا فيبرينو من مقاطعة كاسيرتا الى مقاطعة فروزينوني . في 5 مارس عام 1957 انفصلت بلدية Vicalvi عن باقي البلديات لتصبح بلدية مستقله.

## الرياضه
فريق كرة القدم في المدينة هو Posta SS الذي يلعب في البطولة الإقليمية من الفئه الاولى. الوان النادي بيضاء وحمراء. في 9 يونيو 2019، فازوا بكأس مقاطعة فروزينوني.

## روابط خارجية
- Official website